# Vịnh Kutch

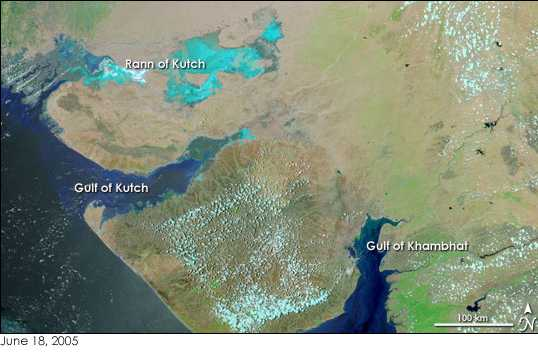
Vịnh Kutch ở bên trái. Hình của Trạm quan sát Trái Đất của NASA

Vịnh Kutch là một vịnh nhỏ trong Biển Ả Rập dọc theo bờ phía tây của Ấn Độ, ở bang Gujarat.
Vịnh này có chiều dài khoảng 160 km, và chia cách Kutch với vùng bán đảo Kathiawar của bang Gujarat. Sông Rukmavati chảy vào gần cửa vịnh này.
22°45′0″B 70°00′0″Đ / 22,75°B 70°Đ